# ملفات قضية كيندايتشي
ملفات قضية كيندايتشي (بالإنجليزية: The Kindaichi Case Files)‏ هي سلسلة مانغا يابانية نشرت في مجلة شونن الأسبوعية في الفترة من أكتوير 1992 حتى أكتوبر 2017 وتم جمعها في 76 تانكوبون. فازت المانغا في 1995 بجائزة كودانشا للمانغا في فئة الشونن.